# Bob Haak
Bob Haak (* 22. Januar 1926 in Amsterdam; † 15. Mai 2005 ebenda) war ein niederländischer Kunsthistoriker. Er war Direktor des Historischen Museums Amsterdam und ein Rembrandt-Experte.

## Leben
Bob Haaks Eltern waren Jurrian Haak und Henrietta van Eek. Von 1938 bis 1944 besuchte er eine Montessori-Schule. 1950 heiratete Haak seine Frau Annette van Heek. Bob Haak arbeitete zwischen 1950 und 1954 beim Amsterdamer Kunsthändler D. A. Hoogendijk. Nach dieser Anstellung begann er seine Karriere als Museumsmitarbeiter als Assistent in der Abteilung für Malerei des Rijksmuseum Amsterdam, bis ihm 1963 die Stelle als Chefkurator des Historischen Museums Amsterdam angeboten wurde. Er nahm diese Stelle an und war ab 1975 Direktor des Museums; bis 1986 war er dort beschäftigt.
1956 war Bob Haak an der Planung einer Rembrandt-van-Rijn-Ausstellung im Rijksmuseum beteiligt. Er erkannte, dass die Authentizität einiger seiner Werke zweifelhaft war, und arbeitete in der Folge auf diesem Gebiet. Deshalb war er 1968 an der Gründung des Rembrandt Research Projects beteiligt. Dabei arbeitete er mit Jan van Gelder, Jan Emmens, Josua Bruyn, Simon Levie und Pieter van Thiel zusammen. Ebenfalls 1968 erschien Haaks bedeutendes Werk über Rembrandt Rembrandt, zijn leven, zijn werk, zijn tijd (Rembrandt; Sein Leben, Seine Arbeit, Sein Tod). Sein 1984 erschienenes Buch The Golden Age: Dutch Painters of the Seventeenth Century wurde zum besten kunsthistorischen Buch des Jahres erklärt und gewann den Karel van Mander-Preis des Jahres 1985. 1992 bekam er den Ehrendoktor der Universität von Amsterdam verliehen. 1993 verließ Bob Haak zusammen mit Josua Bruyn, Simon Levie und Pieter van Thiel das Rembrandt Research Project.

## Werke (Auswahl)
- Arthur van Schendel, Bob Haak, Elizabeth Willems-Treeman: Art Treasures of the Rijksmuseum Amsterdam, Verlag Thames and Hudson, London 1966.
- Bob Haak: Rembrandt : zijn leven, zijn werk, zijn tijd. [Herdr.] Auflage. De Centaur, Amsterdam 1968, ISBN 90-6057-318-8.
- Bob Haak: Regenten en regentessen overlieden en chirurgijns. Amsterdamse groepsportretten van 1600 tot 1835, Amsterdam 1986.